# Quasi-juristische Person
Quasi-juristische Personen werden im juristischen Sprachgebrauch  Gesellschaften genannt, die keine Rechtspersönlichkeit besitzen, die aber wie juristische Personen Träger von Rechten und Pflichten sein können (Teilrechtsfähigkeit). Beispiele dafür sind die offene Handelsgesellschaft (oHG) oder die Kommanditgesellschaft (KG).
Der Begriff ist rechtswissenschaftlich nicht allgemein anerkannt. In Deutschland ist stattdessen üblicherweise je nach Kontext von Personengesellschaften, Personenhandelsgesellschaften oder Gesamthandsgemeinschaften die Rede. Die Begriffe sind allerdings in Nuancen unterschiedlich.